# 豪特姆 (埃诺省)
豪特姆（荷兰语）是比利时瓦隆大区埃諾省的一个村庄。豪特姆原为一独立市镇，1977年，豪特姆与市镇科米讷、瓦尔讷通、下瓦尔讷通和普卢赫斯泰尔特合并为市镇科米讷-瓦尔讷通，成为了科米讷-瓦尔讷通的一个片区。